# Kreisbrandrat
Als Kreisbrandrat (KBR) bezeichnet man einen besonderen Führungsgrad der Feuerwehr in Bayern.
Es handelt sich gemäß Bayerischem Feuerwehrgesetz um den höchsten feuerwehrtechnischen Grad. Der Kreisbrandrat leitet das Feuerwehrwesen eines Kreises. In Kreisfreien Städten führt der Kommandant den Titel Stadtbrandrat (SBR). Ihm sind Kreis- bzw. Stadtbrandinspektoren und -brandmeister unterstellt. Gemeinsam bilden sie die Kreisbrandinspektion. Bis vor einigen Jahrzehnten gab es noch Bezirksbrandinspektoren, welche allerdings ersatzlos abgeschafft wurden. Die Funktion des KBR wird ehrenamtlich ausgeübt, allerdings kann eine entsprechende Aufwandsentschädigung durch den Landkreis erfolgen. Kreisbrandräte übernehmen oftmals auch die Funktion des Örtlichen Einsatzleiters im Katastrophenschutz.